# Isanga (Bariadi)
Isanga è una circoscrizione rurale (rural ward) della Tanzania situata nel distretto di Bariadi, regione del Simiyu. Conta una popolazione di 11 354 abitanti (censimento 2012).